# Владычанский, Антон Станиславович
Антон Станиславович Владычанский (пол. Antoni Władyczański, 8 июля 1909 года, Красноярск, Российская империя — 23 января 1978 года, Москва, СССР) — советский и польский военачальник, генерал-майор ВС СССР (19 марта 1944), генерал бригады Народного Войска Польского.

## Биография
Родился в 1909 году в городе Красноярск. Поляк.

### Военная служба
В сентябре 1929 года поступил в Объединённую Белорусскую военную школу им. ЦИК Белорусской ССР. В 1931 году вступил в ВКП(б). После завершения обучения в марте 1933 году направлен в 81-й стрелковый полк 27-й стрелковой дивизии БВО, где исполнял должности командира взвода, командира снайперской команды, помощника командира и врид командира роты. В марте 1935 года переведен в Объединённую Белорусскую военную школу им. М. И. Калинина и проходил в ней службу командиром взвода курсантов, командиром роты технического обслуживания.
С мая 1938 года был преподавателем тактики Минского пехотного училища им. М. И. Калинина. В июне 1938 года уволен в запас. После увольнения работал начальником пенсионного отделения при Витебском облисполкоме. В сентябре 1939 года восстановлен в кадрах РККА и направлен на преподавательскую работу в Минское пехотное училище им. М. И. Калинина, где исполнял должности старшего преподавателя, помощника командира батальона по огневой подготовке, начальника учебной части.

### Великая Отечественная война
В начале войны капитан Владычанский продолжал служить в том же училище. В конце июня — начале июля в его составе принимал участие в боях возле реки Березина. С передислокацией училища в город Ульяновск он назначается старшим преподавателем 2-го Ульяновского танкового училища. С сентября 1941 года командовал отдельным танковым батальоном 51-й отдельной курсантской стрелковой бригады. В октябре убыл с ней на Западный фронт. В декабре бригада была подчинена Северо-Западному, затем Калининскому фронту. В январе 1942 года был назначен начальником штаба этой бригады. В составе 4-й ударной армии он участвовал с ней в Торопецко-Холмской наступательной операции. В апреле 1942 года бригада в городе Калязин Калининской области была преобразована в 119-ю стрелковую дивизию, а майор Владычанский назначается в ней начальником штаба. После завершения формирования дивизия входила в состав Калининского, затем Западного (с сентября 1942 г.), 3-й армии Брянского фронтов (с октября 1942 г.). В конце октября дивизия убыла под Сталинград в район Усть-Хоперская, где вошла в состав 5-й танковой армии Юго-Западного фронта и участвовала в контрнаступлении под Сталинградом. 19 ноября она, наступая на главном направлении армии, прорвала оборону противника и овладела Суровикино. Затем её части отразили несколько танковых атак противника и продолжали наступление в направлении Морозовск, Тацинская. 16 декабря 1942 года за успешное выполнение заданий командования в боях под Сталинградом дивизия была преобразована в 54-ю гвардейскую. В последующем она вела боевые действия на Юго-Западном и Южном фронтах, находясь в составе 3-й гвардейской, 51-й и 5-й ударной армий. Участвовала в Северо-Кавказской, Ростовской наступательных операциях, в боях на реке Миус.
С сентября 1943 года полковник Владычанский назначен на должность командира 50-й гвардейской стрелковой дивизии. В составе 5-й ударной армии Южного (с 20 октября 1943 г. — 4-го Украинского) фронта участвовал в Донбасской и Одесской наступательных операциях. Дивизия отличилась при освобождении городов Макеевка, Сталино (Донецк), Пологи, Николаев, за что была награждена орденами Красного Знамени и Суворова 2-й ст. В марте 1944 года она вошла в состав 28-й армии 1-го Белорусского фронта и сражалась за освобождение Белоруссии. В ходе Минской операции и развития наступления на барановичско-брестском направлении дивизия отличилась при освобождении городов Слуцк, Пружаны, Брест и преследовании противника на варшавском направлении. В сентябре была выведена в резерв. В октябре 1944 года она в составе 28-й армии была переброшена на 3-й Белорусский фронт и участвовала в наступлении в Восточной Пруссии. Её части отличились в боях за овладение городом Гумбиннен и ликвидации окруженной вражеской группировки. С выходом к заливу Фришес-Хафф дивизия в апреле 1945 года была переброшена на 1-й Украинский фронт и участвовала в Берлинской наступательной операции. Её части успешно действовали при штурме Берлина. После овладения Берлином дивизия в мае 1945 года в составе армии приняла участие в Пражской наступательной операции, наступая на Прагу с северо-востока, где 11 мая и закончила свой боевой путь.
За время войны комдив Владычанский был десять раз упомянут в благодарственных в приказах Верховного Главнокомандующего.

### Послевоенный период
После войны генерал-майор Владычанский с сентября 1945 года состоял в распоряжении ГУК НКО, а с марта 1946 года учился на ВАК при Высшей военной академии им. К. Е. Ворошилова. После завершения обучения в апреле 1947 года был прикомандирован к Военной академии им. М. В. Фрунзе, где исполнял должности преподавателя кафедры БТ и MB, старшего преподавателя по оперативно-тактической подготовке КУКС командиров стрелковых дивизий при этой академии, старшего преподавателя кафедры общей тактики.
В феврале 1951 г. откомандирован в распоряжение Министерства национальной обороны ПНР с оставлением в кадрах Советской армии. В Польше исполнял должности помощника командующего, затем командующего военного округа Поморского ВО Войска Польского. После возвращения в СССР в феврале 1955 года был назначен заместителем командира 1-го стрелкового корпуса ТуркВО. В мае 1960 года уволен в запас.
Умер 23 января 1978 года.

## Награды
СССР
- орден Ленина (1955[5])
- три ордена Красного Знамени (07.05.1943, 26.07.1944 , 1950[5])
- орден Суворова II степени (25.05.1945)
- орден Кутузова II степени (14.02.1944)
- орден Александра Невского (06.04.1945)
- орден Отечественной войны I степени (20.03.1944)
- два ордена Красной звезды (04.04.1941, 03.11.1944[5])
  -     - Медали в том числе:

  - «За оборону Москвы»
  - «За оборону Сталинграда»
  - «За Победу над Германией в Великой Отечественной войне 1941—1945 гг.»
  - «За взятие Кёнигсберга»
  - «За взятие Берлина»
  - «За освобождение Праги»
  - «Ветеран Вооружённых Сил СССР»

Приказы (благодарности) Верховного Главнокомандующего в которых отмечен А. С. Владычанский.
- За овладение городами Дебальцево, Иловайск, Лисичанск, Енакиево, Горловка, Чистяково, Славянск, Артемовск, Краматорская, Константиновка, Макеевка, Красноармейское, Ясиноватая и областным центром Донбасса — городом Сталино. 8 сентября 1943 года. № 9.
- За прорыв сильно укрепленной обороны немцев на их плацдарме южнее города Никополь на левом берегу Днепра и выход к реке Днепр на всем протяжении плацдарма. 8 февраля 1944 года. № 71.
- За овладение областным центром Белоруссии городом Барановичи — важным железнодорожным узлом и мощным укрепленным районом обороны немцев, прикрывающим направления на Белосток и Брест. 8 июля 1944 года. № 132.
- За овладение штурмом в Восточной Пруссии укрепленными городами Пилькаллен, Рагнит и сильными опорными пунктами обороны немцев Шилленен, Лазденен, Куссен, Науйенингкен, Ленгветен, Краупишкен, Бракупенен. 19 января 1945 года. № 231.
- За овладение штурмом в Восточной Пруссии городом Гумбиннен — важным узлом коммуникаций и сильным опорным пунктом обороны немцев на кенигсбергском направлении. 21 января 1945 года. № 238.
- За овладение штурмом в Восточной Пруссии городом Инстербург — важным узлом коммуникаций и мощным укрепленным районом обороны немцев на путях к Кенигсбергу. 22 января 1945 года. № 240.
- За овладение штурмом городами Хайльсберг и Фридланд — важными узлами коммуникаций и сильными опорными пунктами обороны немцев в центральных районах Восточной Пруссии. 31 января 1945 года. № 267.
- За овладение городом Прейс-Эйлау — важным узлом коммуникаций и сильным опорным пунктом обороны немцев в Восточной Пруссии. 10 февраля 1945 года. № 272.
- За завершение ликвидации окруженной восточно-прусской группы немецких войск юго-западнее Кенигсберга. 29 марта 1945 года. № 317.
- За завершение ликвидации группы немецких войск, окруженной юго-восточнее Берлина. 2 мая 1945 года. № 357.

Польской Народной Республики
- командир ордена Возрождения Польши (1954)
- медали

Почётный гражданин
Владычанский Антон Станиславович был избран почётным гражданином городов Донецк (1968) и Каменец

### Память
- В городе Донецке именем Владычанского Антона Станиславовича в 1979 году названа улица Винницкая.
- В Калининском районе города Донецка на доме № 35 по улице Владычанского установлена аннотационная доска в честь героя Великой Отечественной войны, имя которого носит эта улица[7].